# Alfred Schmeller
Alfred Schmeller (* 11. März 1920 in Erlangen; † 19. September 1990 in Wien) war ein deutsch-österreichischer Kunsthistoriker, Publizist und Museumsdirektor.

## Biografie
Schmeller lebte seit 1943 in Wien, später auch teilweise in Neumarkt an der Raab im  Burgenland, siehe Künstlerdorf Neumarkt an der Raab. Er war nach 1945 Sekretär des 1947 gegründeten Art-Clubs und Redakteur der Zeitschrift magnum. Danach war Schmeller in der Denkmalpflege tätig und Landeskonservator für das Burgenland und für Wien. Schließlich war er auch 1969 bis 1979 Direktor des kulturell einflussreichen „20er Hauses“, des 1962 eröffneten Österreichischen Museums des 20. Jahrhunderts im Wiener Schweizergarten. Schmeller entfaltete eine reiche publizistische Tätigkeit. Er war seit 1969 mit der Künstlerin Martha Jungwirth verheiratet.
Er wurde am Friedhof der Feuerhalle Simmering bestattet (Gruppe E11, Nr. 394).

## Auszeichnungen
- Österreichischer Bauherrenpreis 1971 für die Ausstellung im Museum des 20. Jahrhunderts mit Haus-Rucker-Co
- 1978: Preis der Stadt Wien für Publizistik
- Ehrenzeichen des Burgenlandes
- Silbernes Ehrenzeichen für Verdienste um die Republik Österreich

## Publikationen
- Die französischen Impressionisten und ihr Kreis (1954)
- Der Surrealismus (1956)
- Das Burgenland (1965)
- Sehschlacht am Canal grande – Aufsätze und Kritiken (gem. mit Otto Breicha; 1978)
- Die Kunst von gestern (1982)